# Georg Wilhelm Freyreiss
 (février 2017).
Si vous disposez d'ouvrages ou d'articles de référence ou si vous connaissez des sites web de qualité traitant du thème abordé ici, merci de compléter l'article en donnant les références utiles à sa vérifiabilité et en les liant à la section « Notes et références ».
Georg Wilhelm Freyreiss est un naturaliste allemand, né en 1789 et mort en 1825.
En 1816 Freyreiss propose ses services au musée de zoologie de Berlin (l'actuel musée d'histoire naturelle de Berlin) pour aller récolter des spécimens d’histoire naturelle en Amérique du Sud. De 1817 à 1825, il fait parvenir des milliers de peaux d’oiseaux. Ses frais, représentant la somme de 24 700 thalers, sont couverts par la revente des doubles. L’exemple de Freyreiss suscitera de nombreux émules durant les années suivantes.